# Bilaspur (Himachal Pradesh)
Bilaspur (hindi बिलासपुर) – miasto w północnych Indiach w stanie Himachal Pradesh, w zachodnich Himalajach.
Populacja miasta w 2001 roku wynosiła 13 058 mieszkańców.